# سكوت كونفر
سكوت كونفر (بالإنجليزية: Scott Conover)‏ هو لاعب كرة قدم أمريكية أمريكي، ولد في 27 سبتمبر 1968 في نبتون ‏ في الولايات المتحدة.